# 小布施駅
小布施駅（おぶせえき）は、長野県上高井郡小布施町大字小布施にある長野電鉄長野線の駅。駅番号はN15。
特急列車を含む全列車が停車する。キャッチコピーは「栗と北斎の街」。

## 歴史
- 1923年（大正12年）3月26日：開業[1]。
- 1972年（昭和47年）3月1日：貨物営業廃止。
- 1983年（昭和58年）8月14日：手小荷物営業廃止。
- 1985年（昭和60年）：駅舎改築[1][2]。
- 1990年（平成2年）：ながでん電車の広場を開設[3]。
- 2000年（平成12年）10月1日：旧A特急廃止に伴い、全列車停車駅となる。
- 2021年（令和3年）7月1日：早朝深夜の一部時間帯が無人となる。

## 駅構造

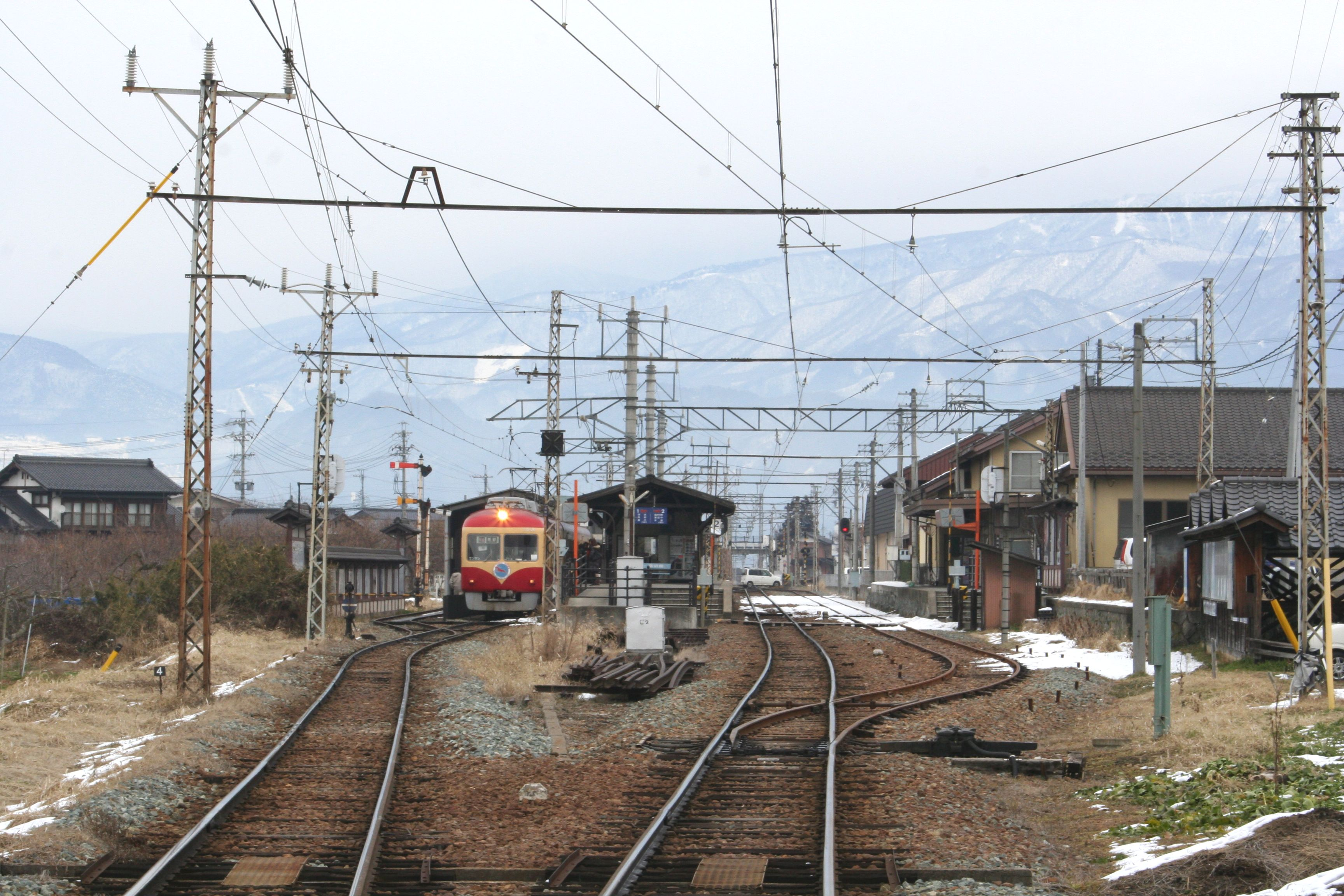
駅構内

単式ホームと島式ホーム、計2面3線のホームを有する地上駅。木造駅舎を有する。社員配置の有人駅で、ホーム間は構内踏切で連絡している。駅舎内には手洗所、コインロッカーがある。長電レンタサイクル（営業期間は4月～11月。冬季は休止）の貸し出しも行っている。駅舎は平屋建てで、小布施総合案内所（小布施文化観光協会）が入居しており、観光案内担当「小布施コンシェルジュ」が常駐している。同協会運営の喫茶店や売店も併設しており、地元産のフルーツやきのこなどの販売も行っている（総合案内所営業時間は9時～17時）。トイレは駅前広場に設置されており、多機能トイレを併設した男女別の水洗式である。

### のりば
| 番線 | 路線    | 方向 | 行先                 |
| ---- | ------- | ---- | -------------------- |
| 1    | ■長野線 | 上り | 須坂・長野方面       |
| 2    | ■長野線 | 下り | 信州中野・湯田中方面 |
| 3    | ■長野線 |      | 予備ホーム           |

- 駅舎に一番近いホームが3番線である。
- 3番線から発車する定期列車は2023年現在、S特急「ゆけむり〜のんびり号〜」の上り列車のみである。

## 利用状況
各年度の1日平均乗車・乗降人員数は下表のとおり。。
| 年度   | 1日平均 乗車人員 | 1日平均 乗降人員 |
| ------ | ---------------- | ---------------- |
| 1995年 |                  | 1,752            |
| 1996年 |                  | 1,773            |
| 1997年 |                  | 1,804            |
| 1998年 |                  | 1,732            |
| 1999年 |                  | 1,643            |
| 2000年 |                  | 1,596            |
| 2001年 |                  | 1,578            |
| 2002年 |                  | 1,547            |
| 2003年 |                  | 1,493            |
| 2004年 |                  | 1,448            |
| 2005年 |                  | 1,497            |
| 2006年 |                  | 1,443            |
| 2007年 |                  | 1,409            |
| 2008年 |                  | 1,389            |
| 2009年 |                  | 1,385            |
| 2010年 | 665              | 1,377            |
| 2011年 | 686              | 1,422            |
| 2012年 | 678              | 1,630            |
| 2013年 | 681              | 1,606            |
| 2014年 | 685              | 1,635            |
| 2015年 | 794              | 1,850            |
| 2016年 | 754              | 1,779            |
| 2017年 | 767              | 1,807            |
| 2018年 | 728              | 1,744            |

## 駅周辺
「栗と北斎の町」のキャッチコピーのとおり、徒歩10分程のところに北斎館・高井鴻山記念館などの史跡・博物館、および栗菓子店が集中する昔ながらの町並みが広がっている。毎年4月 - 11月にはこれらの観光地を周遊する路線バス「おぶせロマン号」が運行される。
- 小布施町役場[1]
- 小布施町立小布施中学校
- 小布施町立栗ガ丘小学校
- 小布施町立図書館まちとしょテラソ
- 小布施郵便局
- おぶせミュージアム・中島千波館

## 展示施設

### ながでん電車の広場
1番線隣にある「ながでん電車の広場」には、以前長野電鉄を走った車両が展示・保存されている。現在展示されているのは2000系D編成の3両であり、そのうち先頭の2008号車は車内の見学もできる。入場には有効な当駅発着の乗車券または入場券が必要である。構内踏切を渡って入場する。
以前はED502、デハニ201、モハ604、モハ1003が展示されていたが、これらは2000系と入れ替わる形で旧屋代線の信濃川田駅に移動。その後2014年10月にデハニ201とモハ604が安曇野ちひろ美術館（松川村）、2015年4月にED502が直富商事（長野市）で再保存されることとなった。
一方、モハ1003は同じく信濃川田に搬入された2000系A編成とともに「屋代線トレインメモリアルパーク」の展示物となる予定だったが、計画が放棄されたため前頭部をカットした上でいすみポッポの丘（千葉県いすみ市）で保存されることとなった。

### 藤平第二発電所の水車と水圧鉄管
1926年（大正15年）に運転を開始した樽川第二発電所（現・中部電力藤平第二発電所）で使用されていた発電用水車（ペルトン水車）と水圧鉄管がプラットホーム上に展示保存されている。

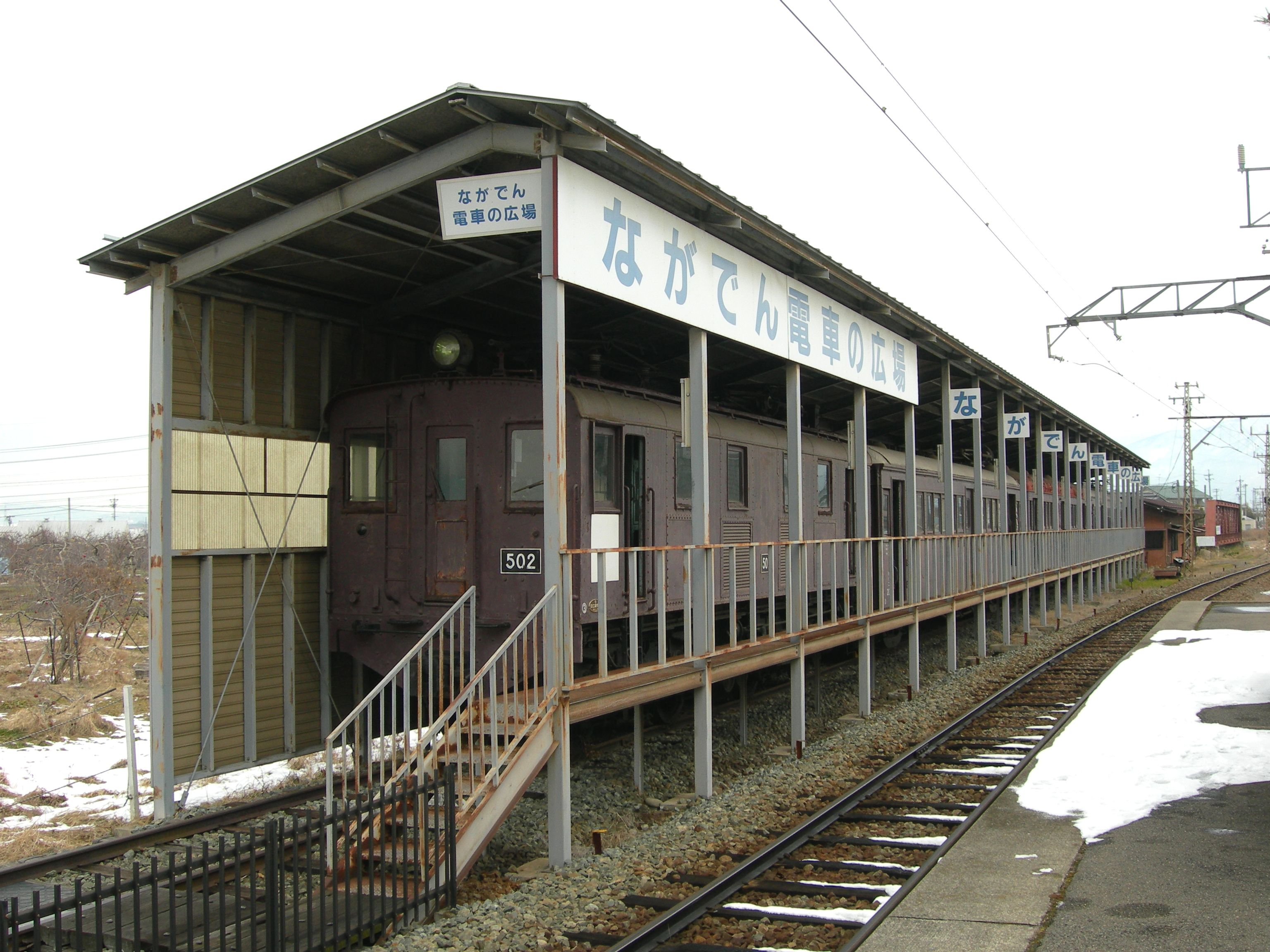
以前はED502などが展示されていた
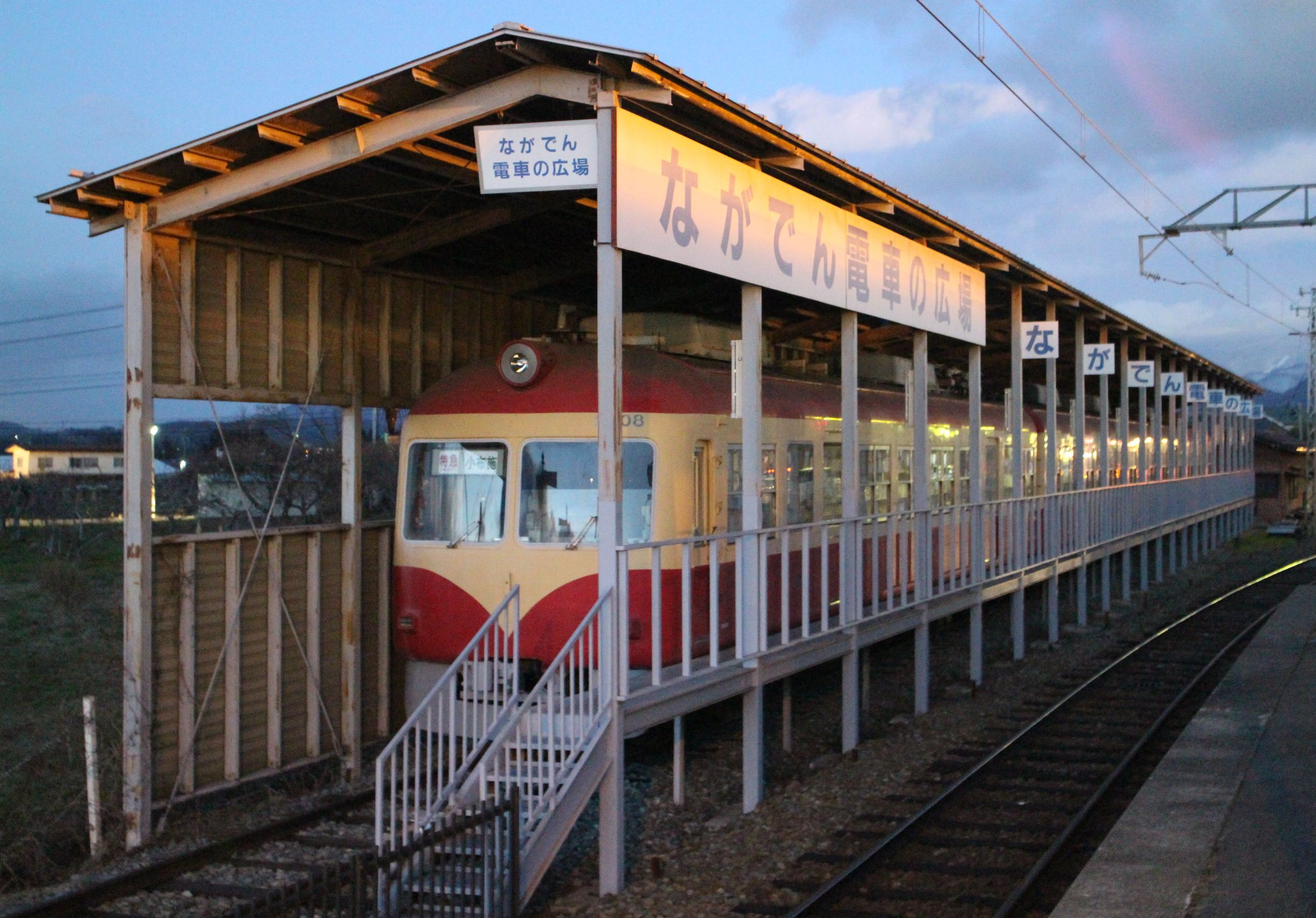
現在は2000系D編成が展示されている
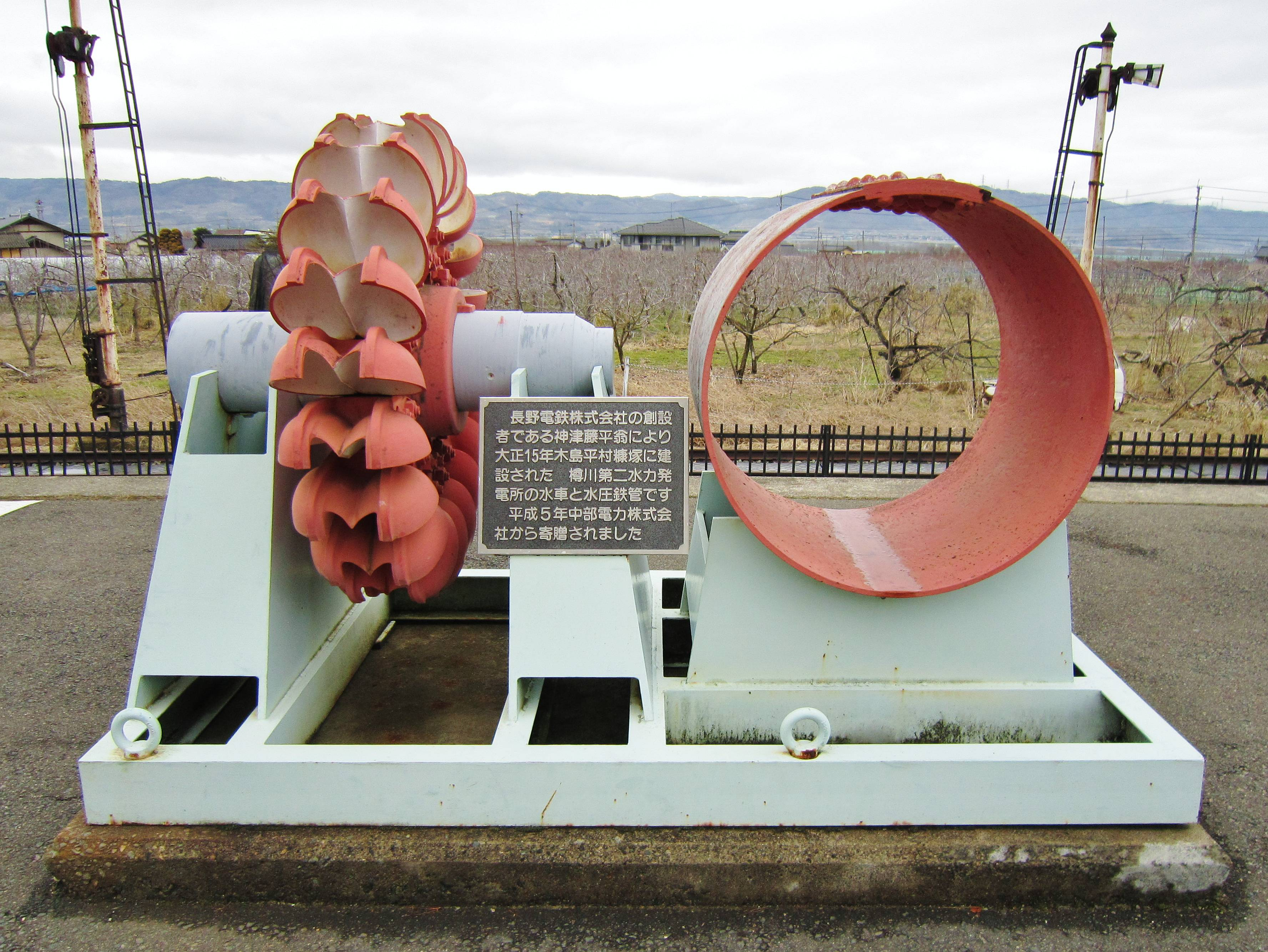
藤平第二発電所の水車と水圧鉄管

## 隣の駅
長野電鉄
■長野線
■A特急・■B特急
須坂駅 (N13) - 小布施駅 (N15) - 信州中野駅 (N19)
■普通
北須坂駅 (N14) - 小布施駅 (N15) - 都住駅 (N16)